# Aruna Dindane
Aruna Dindane (Abidjan, 26 november 1980), of kortweg Aruna, is een gewezen Ivoriaans voetballer. Hij is een aanvaller die in 2013 zijn loopbaan beëindigde bij Crystal Palace. Voordien was hij actief bij onder meer RSC Anderlecht, RC Lens en Portsmouth FC. Aruna speelde ook meer dan 60 interlands voor het Ivoriaans voetbalelftal.

## Carrière

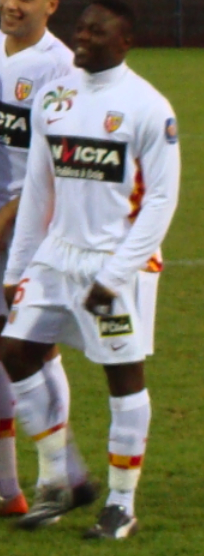
Aruna Dindane

### Beginjaren
Aruna Dindane debuteerde in het seizoen 1998 bij ASEC Mimosas. De tiener voetbalde er zich in de kijker van RSC Anderlecht, dat hem in de zomer van 2000 naar België haalde voor een bedrag van 40 miljoen BEF (€1 miljoen). In totaal won hij twee titels en een beker met ASEC Mimosas.

### RSC Anderlecht
De Ivoriaanse aanvaller stond aanvankelijk in de schaduw van het spitsenduo Jan Koller-Tomasz Radzinski, maar mocht van trainer Aimé Antheunis regelmatig invallen. Op 19 september 2000 maakte Aruna ook zijn officieel debuut in de Champions League. Op 14 maart 2001 scoorde hij tegen Real Madrid ook zijn eerste doelpunt op het kampioenenbal.
RSC Anderlecht sloot het seizoen af als kampioen, waarna zowel Koller als Radzinski naar het buitenland verkasten. Ondanks de komst van drie nieuwe concurrenten (Nenad Jestrović, Gilles De Bilde en Ivica Mornar) groeide Aruna in 2001/02 uit tot een vaste waarde bij paars-wit. In 2003 mocht hij de Ebbenhouten Schoen in ontvangst nemen. Een jaar later veroverde hij met Anderlecht zijn tweede titel, waarna hij ook verkozen werd tot Profvoetballer van het Jaar. In januari 2004 sleepte Aruna ook de prestigieuze Gouden Schoen in de wacht. Ondanks de vele individuele onderscheidingen maakte Aruna op persoonlijk vlak een moeilijke periode mee. In 2004 verloor de voetballer zijn zus aan kanker, een jaar later stierf zijn broer aan malaria.

### Lens
In 2005 maakte Aruna de overstap naar RC Lens. De Franse club legde zo'n €2,5 miljoen op tafel voor de Ivoriaan, die ook in Ligue 1 regelmatig zijn talent toonde. In januari 2006 werd hij echter opnieuw getroffen door een persoonlijk drama. Aruna verloor zijn vijf maanden oude dochtertje Raïssa terwijl hij met Ivoorkust deelnam aan de Afrika Cup. Na drie seizoenen zakte Aruna met Lens naar Ligue 2, waarin de Franse club meteen kampioen werd.

### Portsmouth
Aruna was op een zijspoor beland bij Lens en werd in het seizoen 2009/10 uitgeleend aan het in financiële moeilijkheden verkerende Portsmouth FC, waar hij opnieuw verenigd werd met zijn oud-ploegmaat Anthony Vanden Borre. De Ivoriaan speelde regelmatig in de Premier League en was goed voor acht doelpunten. In maart 2010 vroeg de club het faillissement aan. Met Portsmouth stond hij op 15 mei 2010 in de finale van de strijd om de FA Cup. Daarin verloor de ploeg van trainer-coach Avram Grant met 1-0 van Chelsea door een treffer in de 59ste minuut van Didier Drogba.

### Qatar
Na de uitleenbeurt keerde Aruna niet terug naar Frankrijk. De spits trok naar Qatar, waar hij zich aansloot bij Lekhwiya. In zijn eerste seizoen won de club meteen het kampioenschap. In de loop van het volgende seizoen ruilde hij Lekhwiya in voor reeksgenoot Al-Gharrafa. Sinds de zomer van 2012 komt hij uit voor Al-Sailiya. In december 2012 stapte hij op.

### Crystal Palace
In maart 2013 tekende Aruna een contract bij de Engelse tweedeklasser Crystal Palace.

## Statistieken
| seizoen    | club                   | land | competitie        | wed. | goals |
| ---------- | ---------------------- | ---- | ----------------- | ---- | ----- |
| 1999/00    | ASEC Mimosas           | CIV  | Première Division | 22   | 9     |
| 2000/01    | RSC Anderlecht         | BEL  | Jupiler League    | 27   | 5     |
| 2001/02    | RSC Anderlecht         | BEL  | Jupiler League    | 28   | 10    |
| 2002/03    | RSC Anderlecht         | BEL  | Jupiler League    | 23   | 6     |
| 2003/04    | RSC Anderlecht         | BEL  | Jupiler League    | 25   | 15    |
| 2004/05    | RSC Anderlecht         | BEL  | Jupiler League    | 27   | 14    |
| 2005/06    | RC Lens                | FRA  | Ligue 1           | 28   | 6     |
| 2006/07    | RC Lens                | FRA  | Ligue 1           | 34   | 11    |
| 2007/08    | RC Lens                | FRA  | Ligue 1           | 28   | 8     |
| 2008/09    | RC Lens                | FRA  | Ligue 2           | 12   | 2     |
| 2009/10    | → Portsmouth FC (huur) | ENG  | Premier League    | 19   | 8     |
| 2010/11    | Lekhwiya Sports Club   | QAT  | Qatari League     | 19   | 4     |
| 2011/12    | Lekhwiya Sports Club   | QAT  | Qatari League     | 4    | 1     |
| 2011/12    | Al-Gharrafa            | QAT  | Qatari League     | 6    | 1     |
| 2012/13    | Al-Sailiya             | QAT  | Qatari League     | 8    | 2     |
| 2012/13    | Crystal Palace         | ENG  | The Championship  | 0    | 0     |
| Bijgewerkt | 27-03-2013             |      | Totaal            | 327  | 102   |

## Nationale ploeg
Dindane was van 2000 tot 2010 international voor Ivoorkust. Hij maakte zijn debuut voor de nationale ploeg op 9 april 2000 in Kigali, waar de Ivoriaanse ploeg met 2-2 gelijkspeelde in de WK-kwalificatiewedstrijd tegen Rwanda. Dindane behoorde tot de selectie voor de Afrika Cup 2006, maar op 22 januari verliet hij het trainingskamp omwille van het plotselinge overlijden van een van zijn dochters. Op het WK 2006 in Duitsland leefde hij enigszins op door twee keer voor Ivoorkust te scoren, waardoor hij zich WK-topscorer aller tijden van Ivoorkust mocht noemen.

## Erelijst
| Nationaal                   |    |            |
| Ivoriaans kampioen          | 2x | 1998, 2000 |
| Beker van Ivoorkust         | 1x | 1999       |
| Belgisch kampioen           | 2x | 2001, 2004 |
| Belgische Supercup          | 2x | 2000, 2001 |
| Kampioen in Ligue 2         | 1x | 2009       |
| Intertoto Cup               | 2x | 2005, 2007 |
| Qatarees kampioen           | 1x | 2011       |
| Individueel                 |    |            |
| Ebbenhouten Schoen          | 1x | 2003       |
| Profvoetballer van het Jaar | 1x | 2004       |
| Gouden Schoen               | 1x | 2003       |